# Přírodní park Modřanská rokle – Cholupice
Přírodní park Modřanská rokle – Cholupice se nachází primárně v městské části Praha 12, přičemž zabírá celá katastrální území obcí Cholupice a Točná a značnou část katastru samotných Modřan, přičemž zasahuje i do katastrálního území Komořan. Mimo městskou část Praha 12 zabíhá také na katastrální území Libuš a Písnice v městské části Praha-Libuš i na Závist v katastrálním území Zbraslav v městské části Praha 16.
Byl zřízen vyhláškou č. 3/91 Sb. HMP zastupitelstva hlavního města Prahy z 28. března 1991 spolu s přírodními parky Klánovice-Čihadla a Košíře-Motol, jako oblast klidu; od účinnosti zákona č. 114/1992 Sb., má oblast status přírodního parku.

## Maloplošně chráněná území
Na území přírodního parku se nachází maloplošně chráněná území:
- Přírodní památka Modřanská rokle
- Přírodní památka Cholupická bažantnice
- Přírodní rezervace Šance
- Přírodní památka U Závisti
- Evropsky významná lokalita (Natura 2000) Břežanské údolí

## Fotogalerie

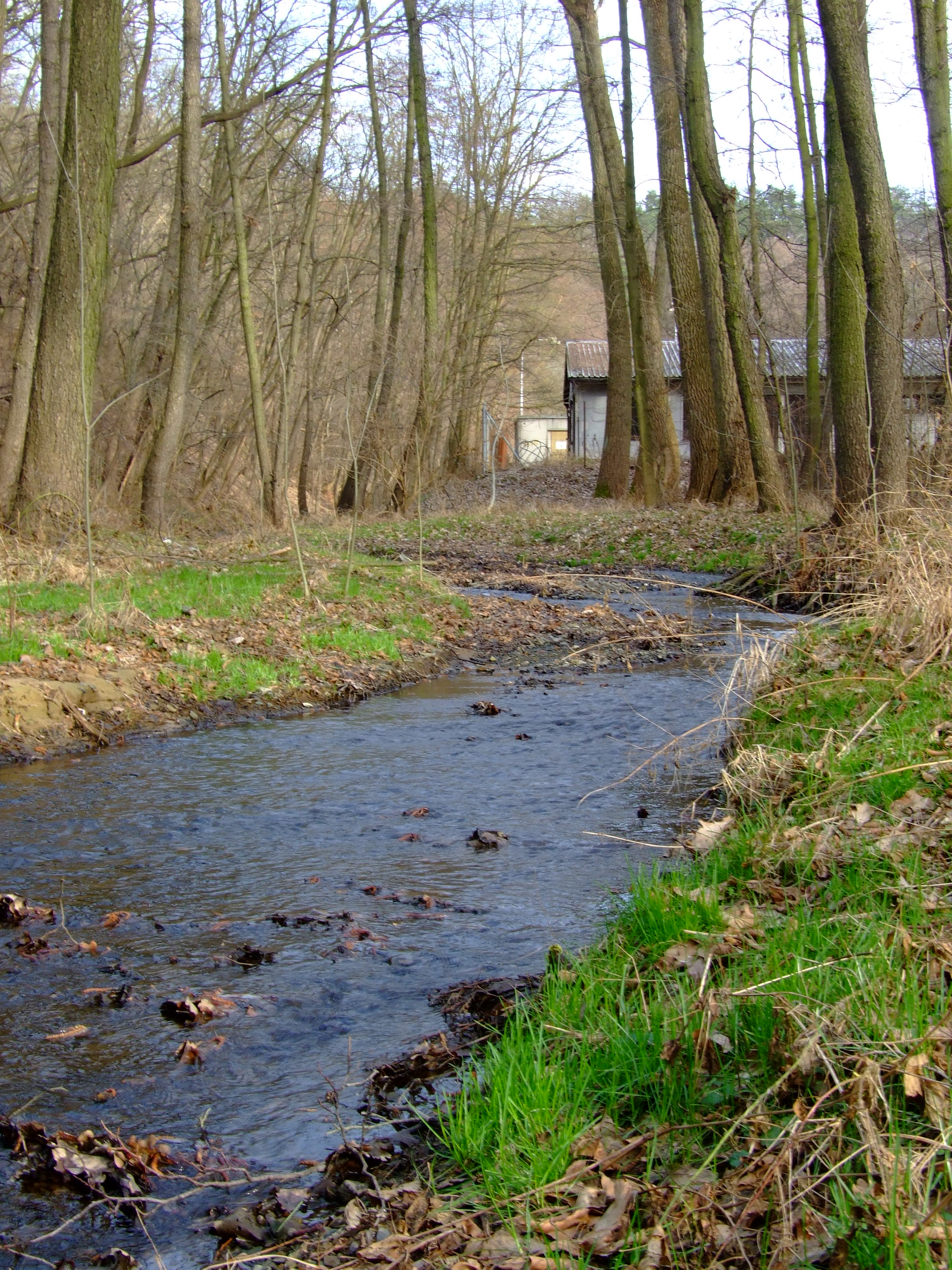
PP Modřanská rokle, Libušský potok
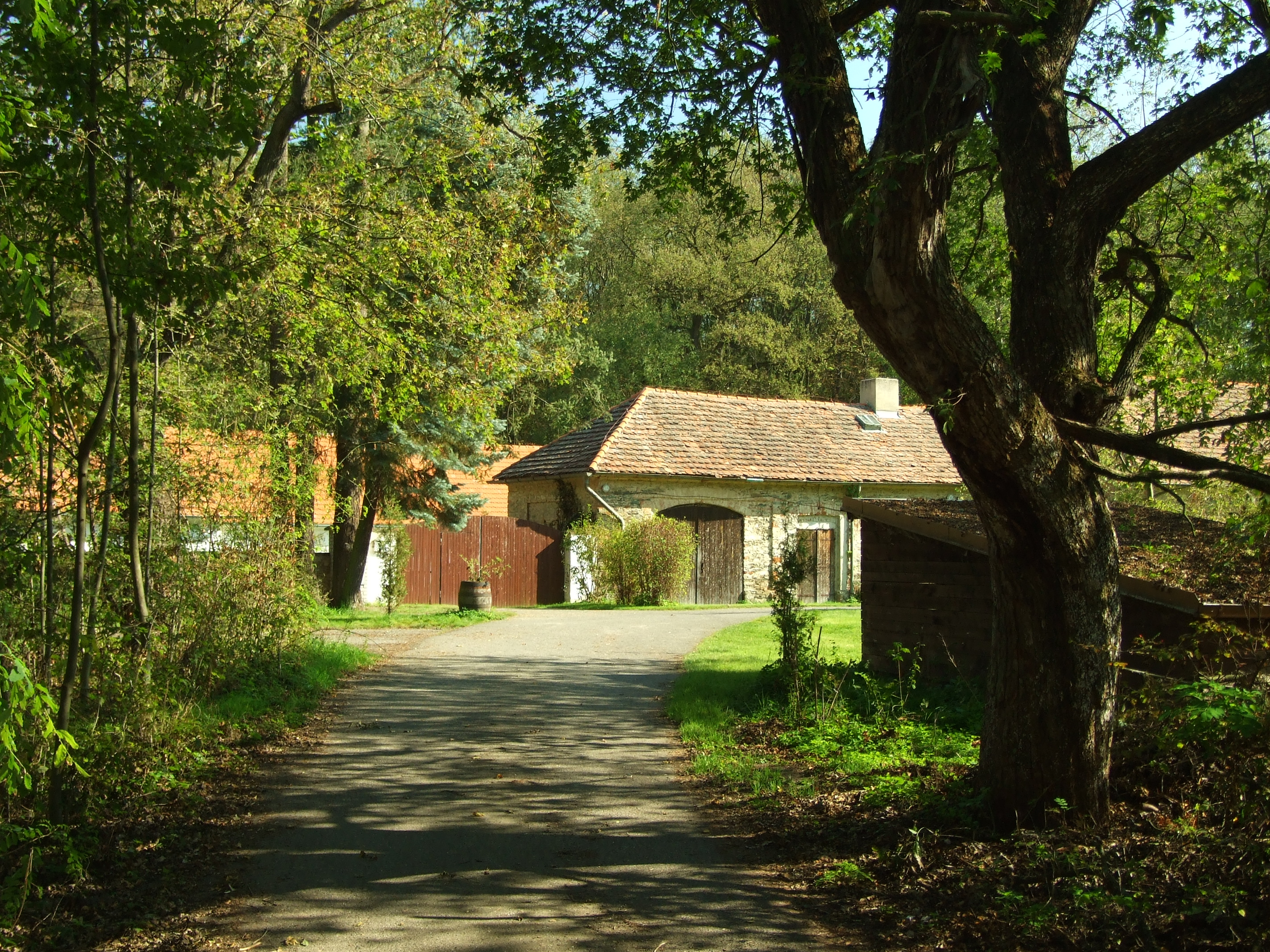
PP Cholupická bažantnice, stavení v lese
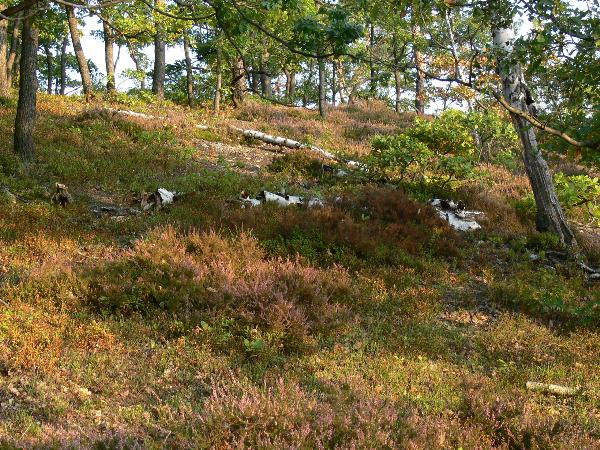
PR Šance
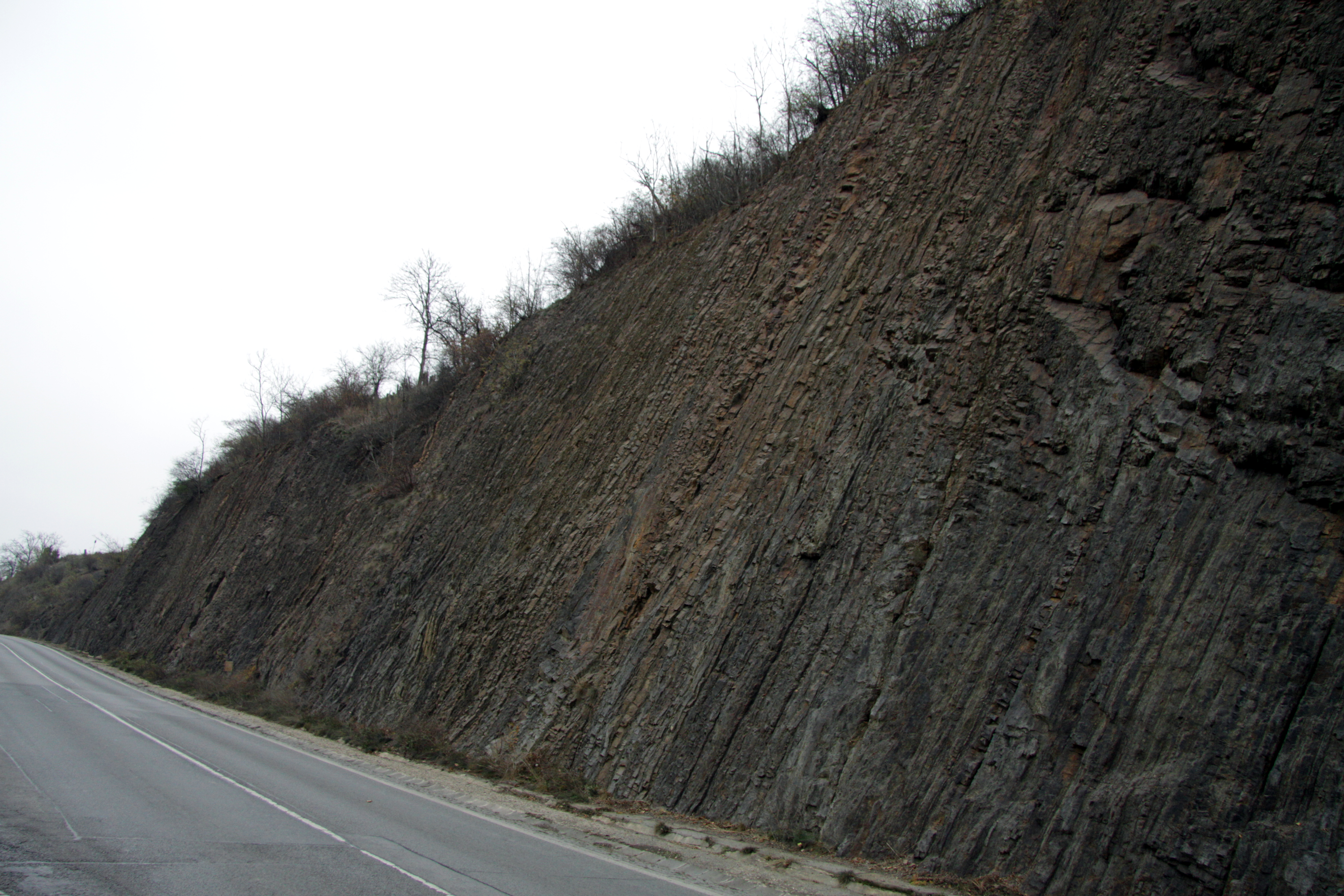
PP U Závisti
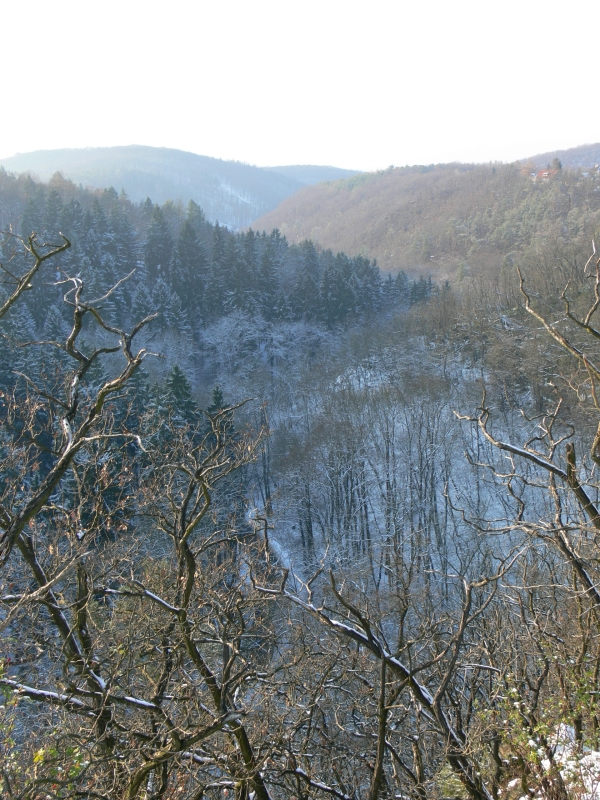
EVL Břežanské údolí